# کارناوال رؤیا
کارناوال رویای (به انگلیسی: Carnival Dream) یک کشتی است که طول آن ۳۰۶ متر (۱٬۰۰۴ فوت) می‌باشد. این کشتی در سال ۲۰۰۸ ساخته شد.